# Setosciconops robustus
Setosciconops robustus är en tvåvingeart som först beskrevs av Krober 1940.  Setosciconops robustus ingår i släktet Setosciconops och familjen stekelflugor. Inga underarter finns listade i Catalogue of Life.